# 2312 Дубошин
2312 Дубошин (енгл. 2312 Duboshin) је астероид. Приближан пречник астероида је 54,94 ,
а средња удаљеност астероида од Сунца износи 3,972 астрономских јединица (АЈ).
Инклинација (нагиб) орбите у односу на раван еклиптике је 5,187 степени, а орбитални период износи 2892,432 дана (7,919 година). Ексцентрицитет орбите астероида износи 0,146.
Апсолутна магнитуда астероида износи 10,18 а геометријски албедо 0,049.
Астероид је откривен 1. априла 1976. године.